# 카고텍

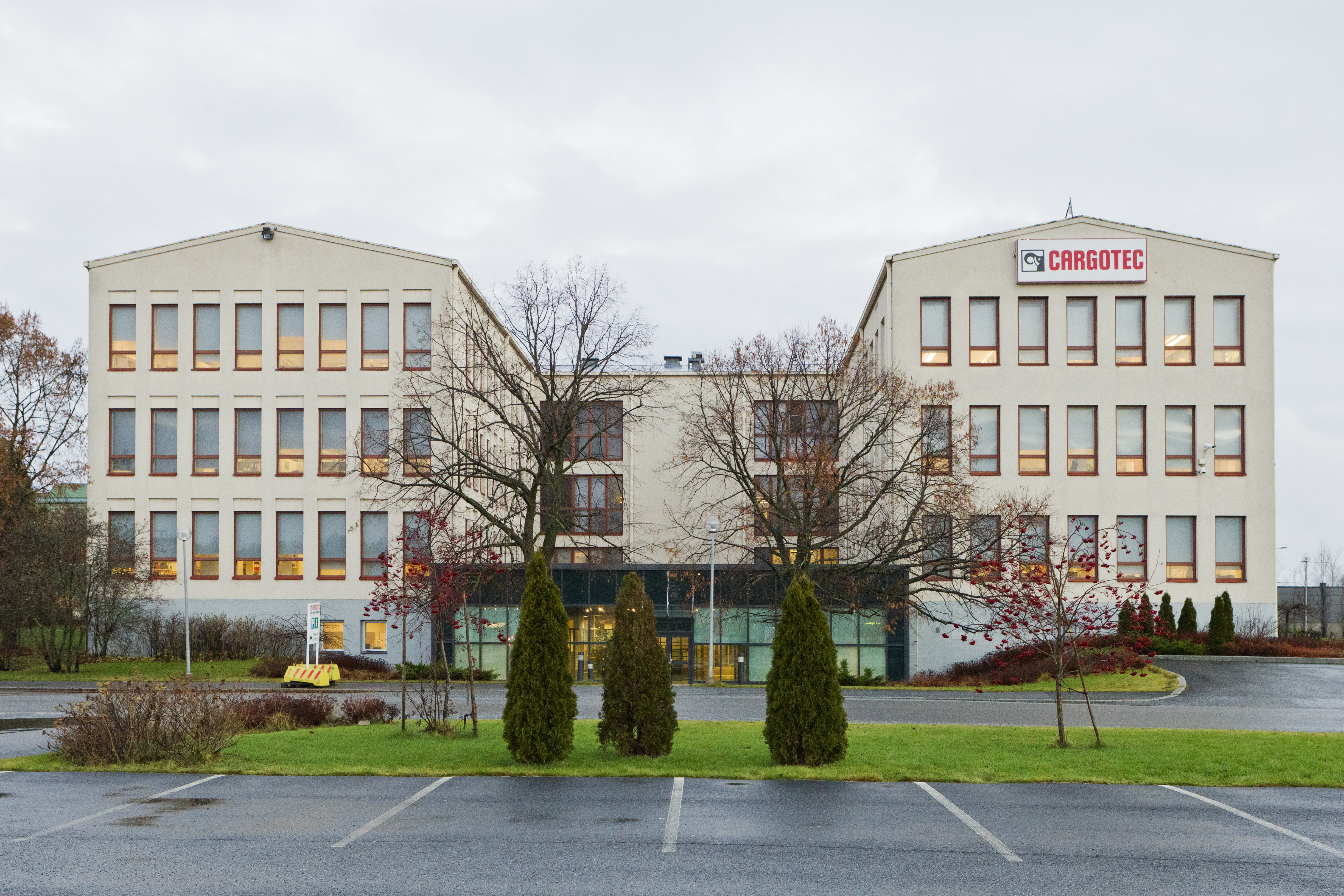

카고텍(Cargotec)은 선박, 항구, 터미널, 지역 분배를 위한 화물 관리 기계를 만드는 핀란드의 기업이다. 카고텍은 2005년 6월 코네 코퍼레이션이 2개의 기업으로 분사되면서 설립되었다: 카고텍, 새로운 코네.
2021년 말, 카고텍의 직원 수는 100개국 이상에서 약 11,200명이다.